# Craig Frost
Craig Frost (Flint, Michigan, 20 de abril de 1948) é o tecladista da banda Bob Seger & Silver Bullet Band. No entanto, ele é mais conhecido como tecladista da banda de hard rock dos anos 70 Grand Funk Railroad.